# Heteroliodon
Genre
Heteroliodon est un genre de serpents de la famille des Lamprophiidae. 

## Répartition
Les espèces de ce genre sont endémiques de Madagascar.

## Liste d'espèces
Selon The Reptile Database (21 déc. 2011) :
- Heteroliodon fohy Glaw, Vences & Nussbaum, 2005
- Heteroliodon lava Nussbaum & Raxworthy, 2000
- Heteroliodon occipitalis (Boulenger, 1896)

## Publication originale
- Boettger, 1913 : Reptilien und Amphibien von Madagascar, den Inseln und dem Festland Ostafrikas. in Voeltzkow, Reise in Ost-Afrika in den Jahren 1903-1905 mit Mitteln der Hermann und Elise geb. Heckmann-Wentzel-Stiftung. Wissenschaftliche Ergebnisse. Systematischen Arbeiten. vol. 3, no 4, p. 269-376 (texte intégral).